# Gabri Veiga
Gabriel Veiga Novas (Porrinho, 27 de maio de 2002) é um futebolista espanhol que atua como meio-campista. Atualmente, joga pelo Porto.

## Carreira
Nasceu em Porrinho, Pontevedra, Galiza, e foi formado nas categorias de base do RC Celta de Vigo. Ele fez sua estreia sênior com os reservas aos 17 anos em 25 de agosto de 2019, começando em um empate por 2 a 2 na Segunda Divisão B fora de casa contra o Internacional de Madrid.
Marcou seu primeiro gol em 1º de dezembro de 2019, marcando o primeiro gol na derrota por 1–6 para o CD Atlético Baleares. Ele fez sua estreia no time - e na La Liga - em 19 de setembro do ano seguinte, entrando como substituto tardio de Renato Tapia na vitória em casa por 2 a 1 sobre o Valencia CF.
Marcou seu primeiro gol profissional em 10 de setembro de 2022, mas na derrota fora de casa por 4 a 1 contra o Atlético de Madrid . No dia 11 de janeiro seguinte, foi promovido ao plantel principal, ficando com a camisola 24. Veículos da imprensa europeia o chamam de "novo Kaká", pela semelhança no estilo de jogo.

## Títulos
Al-Ahli
- Liga dos Campeões da AFC: 2024–25[6]

Prêmios individuais
- Jogador do mês da La Liga: fevereiro de 2023[7]
- Seleção da La Liga de 2022–23[8]